# Erozja rzeczna
Erozja rzeczna – żłobienie powierzchni Ziemi przez wodę rzeczną, polegające na pogłębianiu (erozja denna), przesuwaniu (erozja boczna) i wydłużaniu (erozja wsteczna) koryta rzecznego. Zasięg i tempo erozji rzecznej zależą od prędkości przepływu, rodzaju ruchu wody, ilości i rodzaju materiału wleczonego, odporności podłoża, spadku i przebiegu koryta. Zakres erozji rzecznej jest ograniczony przez położenie bazy erozyjnej.